# Gephyrocharax venezuelae
Gephyrocharax venezuelae är en fiskart som beskrevs av Schultz, 1944. Gephyrocharax venezuelae ingår i släktet Gephyrocharax och familjen Characidae. Inga underarter finns listade i Catalogue of Life.